# Serpnewe
Serpnewe (ukr. Серпневе, ros. Серпневое) – osiedle typu miejskiego w rejonie bołgradzkim obwodu odeskiego Ukrainy.